# Puławianie
Puławianie (również frakcja puławska) – jedna z nieformalnych frakcji (opozycyjna wobec „natolińczyków”), rywalizujących o władzę w kierownictwie PZPR w 1956 r.
Nazwa pochodzi od zespołu modernistycznych kamienic przy ul. Puławskiej 24 i 26 w Warszawie, które przetrwały II wojnę światową, zasiedlonych po wojnie głównie przez wysokich funkcjonariuszy partyjnych, w których mieszkali niektórzy ze zwolenników tej frakcji.

## Członkowie
Do najbardziej prominentnych przedstawicieli puławian należeli Roman Zambrowski i Leon Kasman. Orientacja „puławska” skupiała głównie inteligentów, działaczy czynnych w pierwszym dziesięcioleciu Polski Ludowej. Do związanych z „puławianami” zaliczano również działaczy takich jak:

- Jerzy Albrecht,
- Antoni Alster,
- Celina Budzyńska,
- Tadeusz Daniszewski,
- Ostap Dłuski,
- Edward Gierek,
- Romana Granas,
- Piotr Jaroszewicz,
- Helena Jaworska,
- Julian Kole,
- Wincenty Kraśko,
- Stanisław Kuziński,
- Władysław Matwin,
- Jerzy Morawski,
- Marian Naszkowski,
- Roman Nowak,
- Mateusz Oks,
- Józef Olszewski,
- Mieczysław Popiel,
- Jerzy Putrament,
- Mieczysław Rakowski,
- Adam Schaff,
- Artur Starewicz,
- Stefan Staszewski,
- Jerzy Sztachelski,
- Michalina Tatarkówna-Majkowska,
- Roman Werfel,
- Janusz Zarzycki[2],

a także byli PPS-owcy, jak:
- Tadeusz Dietrich,
- Henryk Jabłoński,
- Oskar Lange,
- Lucjan Motyka,
- Adam Rapacki[3],
- Andrzej Werblan[4].

Część z nich było pochodzenia żydowskiego, co natolińczycy wykorzystywali w propagandzie, nazywając puławian „Żydami”. W czasach stalinowskich oprócz stanowisk w partii zajmowali wysokie stanowiska głównie w prasie partyjnej i w instytutach związanych z kierownictwem PZPR.

## Przeciwnicy
Frakcja puławian była opozycyjna wobec frakcji natolińczyków, którzy byli przeciwnikami liberalizacji systemu komunistycznego, głosili instrumentalnie hasła nacjonalistyczne i antysemickie w celu zdobycia władzy w PZPR.
„Puławianie” mieli wcześniej opinię „dogmatyków i stalinowców”. Jednak po śmierci Stalina zaczęli dążyć do liberalizacji systemu komunistycznego. Zmiana ich orientacji była oceniana jako nieszczera i nieprawdziwa, służąca zachowaniu stanowisk i pozycji w państwie. Z czasem za „puławianami” opowiedział się ówczesny I sekretarz KC PZPR Edward Ochab.
Po wydarzeniach Poznańskiego Czerwca poparli kandydaturę Władysława Gomułki na I sekretarza KC PZPR.
Walkę między „natolińczykami” a „puławianami” przedstawił Witold Jedlicki w artykule pt. „Chamy i żydy”, opublikowanym w 1962 roku na łamach paryskiej „Kultury”. Jedlicki określał „natolińczyków” jako „chamów”, będących ludźmi uczciwymi, ale pracującymi dla Moskwy. „Puławianie” zaś zostali określeni jako „Żydzi”.